# Диего Алвес
Дие́го А́лвес Карре́йра (порт.-браз. Diego Alves Carreira; род. 24 июня 1985[…], Рио-де-Жанейро) — бразильский футболист, вратарь. Играл за сборную Бразилии.

## Клубная карьера
Начал профессиональную карьеру в «Атлетико Минейро». В 2007 году перешёл в испанскую «Альмерию», впервые в своей истории вышедшую перед тем в Примеру.
Первоначально он проигрывал место в основе вратарю Давиду Кобеньо, но затем стал часто играть в стартовом составе и помог клубу достигнуть итогового 8-го места.
После того, как Кобеньо перешёл в «Райо Вальекано» в августе 2008, Алвес стал основным вратарём в сезоне 2008/09.
В 2011 году бразильский голкипер воссоединился со своим бывшим наставником Унаи Эмери, заключив контракт с «Валенсией». За «летучих мышей» Диего дебютировал в Лиге чемпионов, 13 сентября 2011 года он отыграл весь матч против «Генка».
16 июля 2017 года испанская «Валенсия» объявила о переходе Диего Алвеса во «Фламенго». Вместе с командой 23 ноября 2019 года стал обладателем Кубка Либертадорес. Также помог своей команде выиграть чемпионат штата и чемпионат Бразилии.

## Карьера в сборной
Алвес был выбран для участия в Летних Олимпийских играх 2008 в Пекине, но ни одного матча так и не сыграл; все 5 матчей отстоял Ренан.
11 ноября 2011 года Диего дебютировал в сборной Бразилии, он отыграл «на ноль» матч с Габоном.

## Достижения
- Чемпион штата Рио-де-Жанейро: 2019
- Чемпион штата Минас-Жерайс: 2007
- Чемпион Бразилии: 2019
- Вице-чемпион Бразилии: 2018
- Чемпион Бразилии в Серии B: 2006
- Финалист Кубка Бразилии: 2017
- Финалист Южноамериканского кубка: 2017
- Обладатель Кубка Либертадорес: 2019
- Финалист Кубка Либертадорес: 2021